# Aragonští infanti

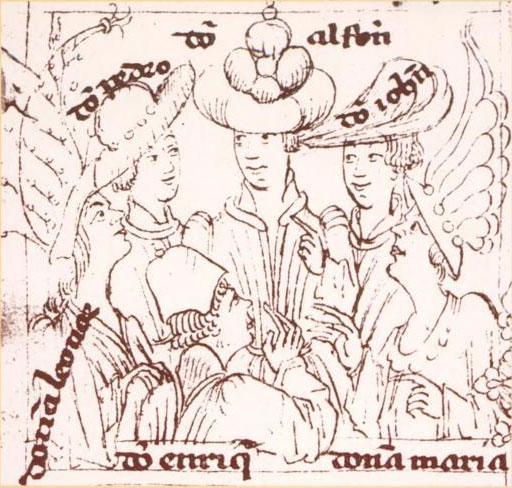
Aragonští infanti (ve směru hodinových ručiček shora): Alfonso, Juan, Maria, Enrique, Leonor, Pedro

Aragonští infanti (španělsky: Los Infantes de Aragón) je označení, které španělští historici běžně používají pro skupinu infantů (princů) z 15. století, pocházejících z rodu Trastámarů, konkrétně syny krále Ferdinanda I. Aragonského a jeho manželky Eleonory z Alburquerque:
- Infant Alfonso (1396–1458) – stal se Alfonsem V. Aragonským (od 1416), také sicilským a neapolským králem (od 1442)
- Infantka Maria (1396–1445) – Marie Aragonská, první manželka Jana II. Kastilského (sňatek 1420)
- Infant Juan (1398–1479) – navarrský král (od 1425), později král Jan II. Aragonský (od 1458)
- Infant Enrique (1400–1445) – Jindřich Aragonský, vévoda z Villeny, hrabě z Albuquerque, hrabě z Empúries a velmistr řádu svatojakubských rytířů (od 1409)
- Infantka Leonor (1402–1445) – Eleonora Aragonská, manželka Eduarda I. Portugalského (sňatek 1428)
- Infant Pedro (1406–1438) – Petr Aragonský, hrabě z Albuquerque a vévoda z Nota
- Infant Sancho (1410–1416) – mladý mistr řádu alcántarských rytířů, zemřel v dětství

## Historie
Smrt krále Jindřicha III. Kastilského v roce 1406 zanechala Kastilskou korunu v rukou jeho nezletilého syna Jana II. Kastilského. Ve své závěti jmenoval Jindřich III. regentem svého bratra infanta Ferdinanda z Antequery. Ferdinand využil této pozice k zajištění výhod pro své vlastní děti. Po smrti bezdětného krále Martina Aragonského v roce 1410 zůstala Aragonská koruna bez dědiců, a tak šlechta prostřednictvím kompromisu z Caspe v roce 1412 zvolila kastilského prince Ferdinanda z Antequery za krále Ferdinanda I. Aragonského, Valencijského a Barcelonského.
Po Ferdinandově předčasné smrti v roce 1416 ho na trůně vystřídal jeho nejstarší syn Alfons V. Aragonský. Ambiciózní mladší synové, zejména infanti Jan a Jindřich – známí jako „aragonští infanti“ – si však již zajistili rozsáhlé statky v Kastilii a snažili se ovládnout politický život za vlády svého nezkušeného bratrance, krále Jana II. Kastilského. V červenci 1420 infant Jindřich zorganizoval převrat v Tordesillas, zbavil protivníky majetku a získal faktickou kontrolu nad kastilskou vládou. V listopadu téhož roku zorganizovali infanti sňatek své sestry Marie Aragonské s Janem II. Kastilským, čímž upevnili svou moc (rovněž zajistili reciproční sňatek sestry Jana II., Marie Kastilské, se svým nejstarším bratrem Alfonsem V.).
Král Jan II. Kastilský se však obrátil na kastilského velmože Álvara de Lunu, který byl brzy jmenován kastilským konstáblem, aby zorganizoval protipřevrat a vyhnal infanta Jindřicha do exilu v Aragonii. Do roku 1427 však Álvaro de Luna upadl v nemilost krále, a infant Jindřich se vrátil do Kastilie a obnovil většinu svého vlivu.
V roce 1425 se infant Jan oženil s Blankou I. Navarrskou a stal se navarrským králem-manželem. Jejich mladší sestra Eleonora se roku 1428 provdala za krále Eduarda Portugalského. Rod Trastámarů měl tak svůj vliv, kromě svých rozsáhlých statků přímo v Kastilii, také ve všech iberských královstvích.
Postavení „aragonských infantů“ se zdálo být neotřesitelné. Král Jan II. Kastilský se však znovu obrátil na konstábla Álvara de Lunu, aby je sesadil. Infanti měli podporu vysoké kastilské šlechty, ale konstábl proti nim spojil menší šlechtu a měšťany. Zdlouhavé politické a vojenské boje mezi Álvarem de Lunou a aragonskými infanty, plné úspěchů a nezdarů, charakterizovaly většinu vlády Jana II.
Infanti byli nakonec poraženi v první bitvě u Olmeda v roce 1445, kde infant Jindřich zemřel na následky zranění. Álvaro de Luna si užil krátké období dominance, než byl roku 1454 zásahem druhé manželky Jana II., Isabely Portugalské, sesazen.
Nejstarší bratr rodu Trastámarů, Alfons V. Aragonský, zemřel v roce 1458 a na trůn nastoupil jeho mladší bratr infant Jan Navarrský, který se stal králem Janem II. Aragonským.
Jan II. Aragonský zemřel v roce 1479. Jeho syn Ferdinand II. Aragonský se oženil s dcerou Jana II. Kastilského Isabelou I. Kastilskou, což (s obtížemi) přineslo vládu Katolických veličenstev ve Španělsku.